# Joegoldsteinit
Das Mineral Joegoldsteinit ist ein sehr selten vorkommendes Mangan-Chrom-Sulfid aus der Spinell-Supergruppe mit der Endgliedzusammensetzung Mn2+Cr3+2S4. Es kristallisiert mit kubischer Symmetrie und entwickelt körnige Kristalle von wenigen Mikrometern Größe.
Die Typlokalität ist der Social Circle IVA Eisenmeteorit, der 1926 in Georgia, USA gefunden wurde. Joegoldsteinit tritt hier als Einschluss in Eisen auf.

## Etymologie und Geschichte
Das synthetische Äquivalent von Joegoldsteinit wurde bereits in den 1960er Jahren wegen seiner magnetischen Eigenschaften untersucht. In den 1990er Jahren wurde der Riesenmagnetowiderstand an Materialien mit Perowskitstruktur und später auch bei dem Sulfospinell Fe2+Cr3+2S4 beobachtet. Daraufhin wurde auch der Mangan-Chrom-Sulfospinell Mn2+Cr3+2S4 erneut untersucht. Dieser war interessant als Material für Spinpolarisierte Rastertunnelmikroskopie.
Ein natürlicher Mangan-Chrom-Sulfospinell wurde erst 2015 von einer amerikanischen Arbeitsgruppe in Einschlüssen in Eisenmeteoriten beschrieben und von der Kommission für neue Minerale, Mineralnamen und Klassifikation der IMA mit dem Namen Joegoldsteinit als neues Mineral der „Linneit-Untergruppe“ anerkannt. Benannt wurde der neue Spinell nach Joseph (Joe) I. Goldstein, einem 2015 verstorbenen Professor für Maschinenbau und Wirtschaftsingenieurwesen der University of Massachusetts Amherst. Goldstein war Direktor des Electron Optical Laboratory der Lehigh University und bekannt für seine grundlegenden Beiträge zur Forschung über Eisenmeteoriten, metallographische Abkühlungsraten, Fe-Ni-Phasengleichgewichte, Elektronenmikroskopie und Mikroanalyse.

## Klassifikation
Die strukturelle Klassifikation der IMA zählt den Joegoldsteinit zur Spinell-Supergruppe, wo er zusammen mit Cadmoindit, Cuprorhodsit, Daubréelith, Greigit, Indit, Kalininit, Linneit, Polydymit, Siegenit, Violarit und Xingzhongit die „Linneit-Untergruppe“ innerhalb der „Thiospinelle“ bildet.
Da der Joegoldsteinit erst 2015 als eigenständiges Mineral anerkannt wurde, ist er weder in der zuletzt 1977 überarbeiteten 8. Auflage der Mineralsystematik nach Strunz noch in der „Lapis-Systematik“ nach Stefan Weiß oder der zuletzt 2009 aktualisierten 9. Auflage der Strunz’schen Mineralsystematik verzeichnet.
Die von der Mineraldatenbank „Mindat.org“ weitergeführte Strunz-Klassifikation, die sich im Aufbau nach der 9. Auflage der Strunz’schen Mineralsystematik richtet, führt in der Gruppe 2.DA.05 neben Bornhardtit, Cadmoindit, Carrollit, Cuproiridsit, Cuprorhodsit, Daubréelit, Fletcherit, Florensovit, Greigit, Indit, Kalininit, Linneit, Malanit, Polydymit, Siegenit, Trüstedtit, Tyrrellit, Violarit, Xingzhongit auch die nach 2009 neu beschriebenen Spinelle Berndlehmannit, Cuprokalininit, Joegoldsteinit, Nickeltyrrellit und Shiranuiit. Die Spinelle Ezochiit und Grimmit werden hier zusammen mit Ferrodimolybdänit (FeMo2S4), Zaykovit (Rh3Se4) und Zolenskyit (FeCr2S4) der allgemeineren Gruppe 2.DA (Metallsulfide mit M:S=3:4) zugewiesen.
Auch die vorwiegend im englischen Sprachraum gebräuchliche Systematik der Minerale nach Dana kennt den Joegoldsteinit noch nicht.

## Chemismus
Joegoldsteinit ist das Manganäquivalent von Daubréelith und hat die Endgliedzusammensetzung [4]Mn2+[6]Cr3+2S4. In den eckigen Klammern ist die Koordinationszahl der Kationenposition angegeben.
Der Joegoldsteinit aus der Typlokalität ist ein normaler Spinell mit der empirischen Zusammensetzung (Koordinationszahl der Gitterposition in eckigen Klammern):
- [4](Mn2+0,82Fe2+0,23)[6]Cr3+1,99S3,95[3][4]

Er bildet Mischkristalle mit Daubréelith entsprechend der Austauschreaktion
- [4]Mn2+ = [4]Fe2+

## Kristallstruktur
Joegoldsteinit kristallisiert mit kubischer Symmetrie der Raumgruppe Fd3m (Raumgruppen-Nr. 227) und dem Gitterparameter a = 10,11 Å mit der Struktur von Spinell mit 8 Formeleinheiten pro Elementarzelle. In diesem normalen Spinell ist die Tetraederposition vollständig mit Mangan (Mn2+) besetzt und Chrom (Cr3+) besetzt die Oktaederposition.

## Bildung und Fundorte
Joegoldsteinit ist bislang nur in drei Eisenmeteoriten dokumentiert worden.
In seiner Typlokalität, dem Social Circle IVA Eisenmeteorit, der 1926 im Walton County in Georgia, USA gefunden wurde, tritt Joegoldsteinit in Form 13–15 µm großer Einschlüsse in nickelarmen Eisen auf.
Im Indarch-Meteorit, der am 7. April 1891 in Hindarch im Rayon Ağcabədi in Aserbaidschan nieder ging, wurden 1 µm große Joegoldsteinit-Kriställchen mit Troilit in Ninigerit gefunden.